# Герань (альбом)
«Герань» — седьмой студийный альбом группы «Вежливый отказ», вышедший в 2002 году.

## История создания
Новая концертная программа готовилась чуть ли не параллельно с предыдущей («Коса на камень») и была представлена московской публике 26 апреля 1998 года.
Основным автором текстов песен, наряду с лидером коллектива Романом Сусловым, теперь выступил поэт Григорий Дашевский, некоторое время участвовавший и в концертах группы.
Непосредственно в студии альбом записывался полтора года: с 2000 по 2001 года. За это время место Максима Трефана
, покинувшего группу после аварии осенью 1999, занял композитор Павел Карманов, который, однако, принял участие в записи лишь нескольких песен. В окончательной редакции альбом был выпущен и презентован в конце 2002 года.
К выпуску диска «Герань» были приурочено переиздания некоторых других, ставших раритетными работ группы, но увидели свет только два. Зимой ансамбль выступил в телевизионной передаче «Земля-воздух» и в феврале 2003 года прекратил музыкальную деятельность.

## Список композиций
1. Пицца
2. Гражданская война — Наступление
3. Идем!
4. Шкаф
5. Колыбельная
6. Марина и Медведь
7. Писателю
8. Гражданская война — Отступление
9. МЗКС
10. Бегство в Египет
11. Год Быка

## Участники записи
- Роман Суслов — гитара, вокал
- Дмитрий Шумилов — бас-гитара
- Павел Карманов — фортепиано (5, 10, 11)
- Андрей Соловьёв — труба, свист (4)
- Павел Тонковид — саксофон
- Михаил Митин — ударные

## Авторы текстов
- Григорий Дашевский — 1, 4, 6, 8
- Михаил Пророков — 2, 7
- Анна Арциховская-Кузнецова — 2, 11
- Роман Суслов — 10
- Александр Слынек — 11

«МЗКС» расшифровывается как «музыкальный кусок».